# Maximilian zu Hardegg
Maximilian „Miki“ Graf zu Hardegg von Settenberg (auch Max Hardegg; * 26. November 1906; † 28. Juni 1931 bei Baden-Baden, Deutschland) war ein österreichischer Adliger und Automobilrennfahrer.

## Karriere
Maximilian zu Hardegg entstammte dem Adelsgeschlecht der Grafen zu Hardegg aus der niederösterreichischen Stadt und Burg Hardegg (Hardeck). Nach dem Adelsaufhebungsgesetz von 1919 startete er als Max Hardegg.
Er startete Anfang der 1930er-Jahre bei mehreren internationalen Automobilrennen. Beim ersten Großen Preis der Tschechoslowakei auf dem Masaryk-Ring bei Brünn trat er 1930 auf einem privat eingesetzten Bugatti T37A in der Gruppe B (Fahrzeuge bis 1500 cm³ Hubraum), der Voiturette-Klasse an. Im Hauptrennen, das für Wagen der Gruppen A (Fahrzeuge über 1500 cm³ Hubraum) und B gemeinsam ausgetragen wurde, belegte er hinter dem Duo Hermann zu Leiningen/Heinrich-Joachim von Morgen (Bugatti T35C) und Ernst Günther Burggaller (Bugatti T35B) nach knapp 500 Kilometern und etwa fünf Stunden Renndauer mit 13 Minuten und 29,2 Sekunden Rückstand Rang drei. Er kam damit vor dem Alfa Romeo P2 von Baconin Borzacchini/Tazio Nuvolari ins Ziel, der vom Alfa-Romeo-Werksteam Scuderia Ferrari in der Gruppe A eingesetzt wurde.
Beim Großen Preis von Lemberg 1931 wurde Hardegg auf einem Bugatti T35C hinter Hans Stuck (Mercedes-Benz SSK) Zweiter.
Maximilian zu Hardegg verunglückte am 28. Juni 1931 beim Bergrennen Baden-Baden–Geroldsau–Plättig–Bühlerhöhe, das über die Schwarzwaldhochstraße, die heutige B 500, führte, auf einem Bugatti tödlich.